# 大付属肢

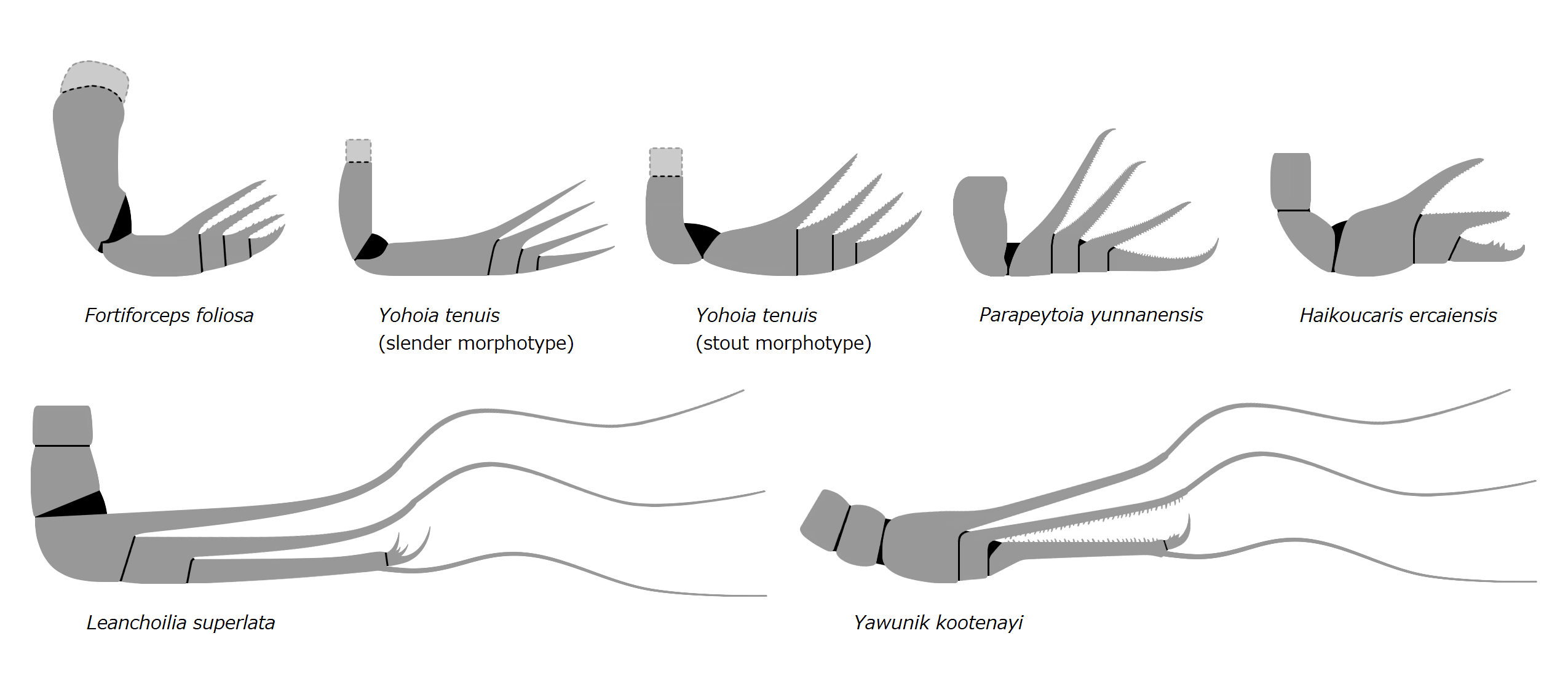
様々なメガケイラ類の大付属肢

大付属肢（だいふぞくし、great appendage）は、一部の化石節足動物の捕獲用の付属肢（関節肢）を指す名称である。通常および狭義では、メガケイラ類の頭部にある、手のような造形をした付属肢を示している。
なお、この名称は一部の文献では広義に使われ、メガケイラ類だけでなく、ラディオドンタ類（アノマロカリスなど）やイソキシスなどの捕獲用の付属肢まで "大付属肢" と呼ばれていた。本項目は主に通常/狭義の方について扱い、広義の方に含まれた付属肢との関係性も取り上げて記述する。
大付属肢をもつ化石節足動物は「大付属肢節足動物」（大付属肢型節足動物、great appendage arthropod）と総称される。なお、この呼称も「大付属肢」の用法の違いにあわせて、通常/狭義（メガケイラ類のみ）と広義（ラディオドンタ類、イソキシスなどまで含まれる）の2つに分けられる。
狭義の場合、大付属肢の形態上の共通点と相同性、および大付属肢節足動物（=メガケイラ類）の分類群としての有効性は一般に認められるのに対して、広義の場合ではいずれも適切に反映されず、単に機能上の類似に基づいた便宜的なカテゴリに過ぎない。このような捕獲用の付属肢はカンブリア紀の節足動物に多く見られ、分類群によっては祖先形質の名残もしくは収斂進化の結果と考えられる。

## 形態

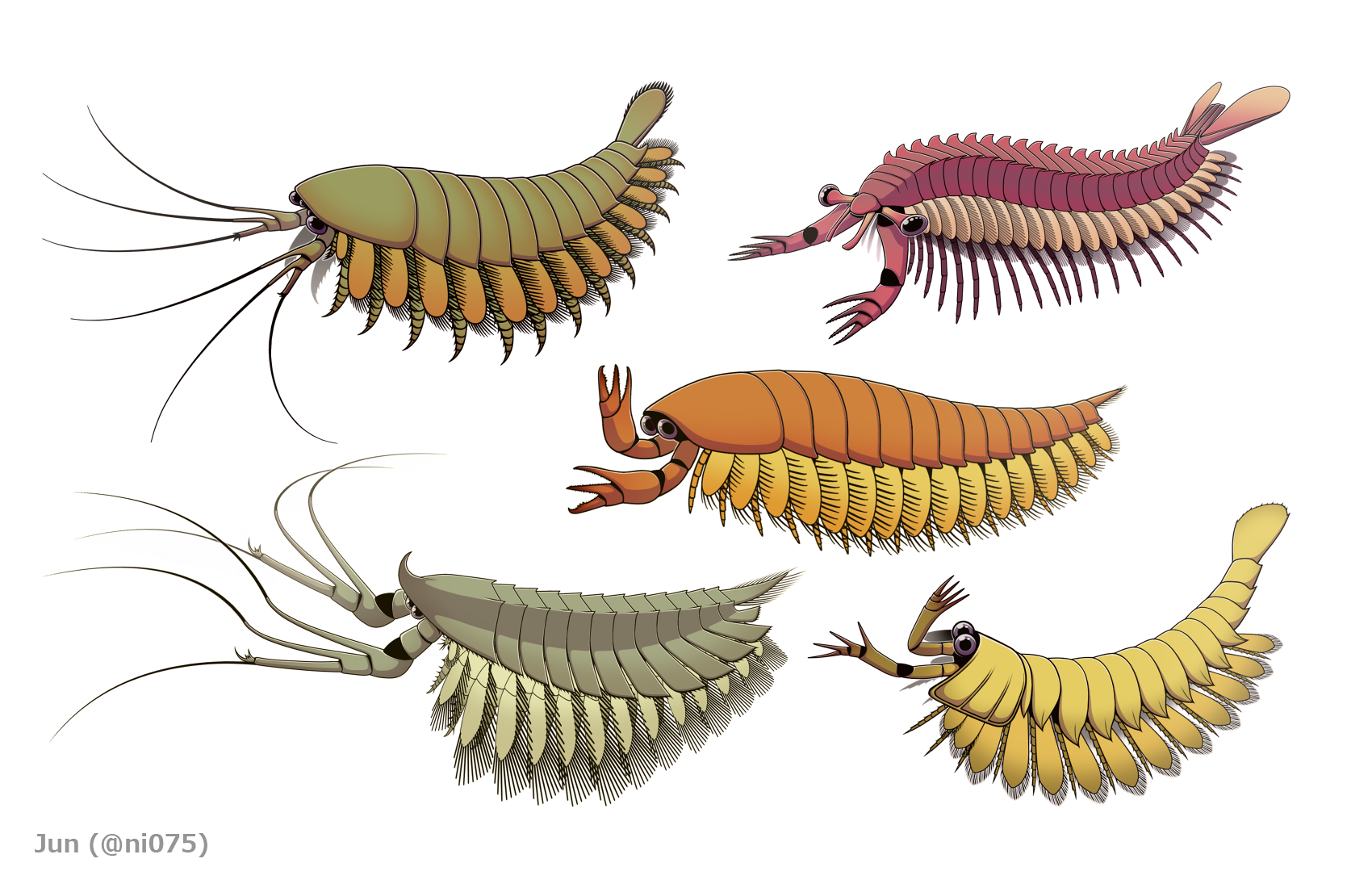
様々なメガケイラ類（左上：アラルコメネウス、右上：フォルティフォルケプス、中央：ハイコウカリス、左下：レアンコイリア、右下：ヨホイア）

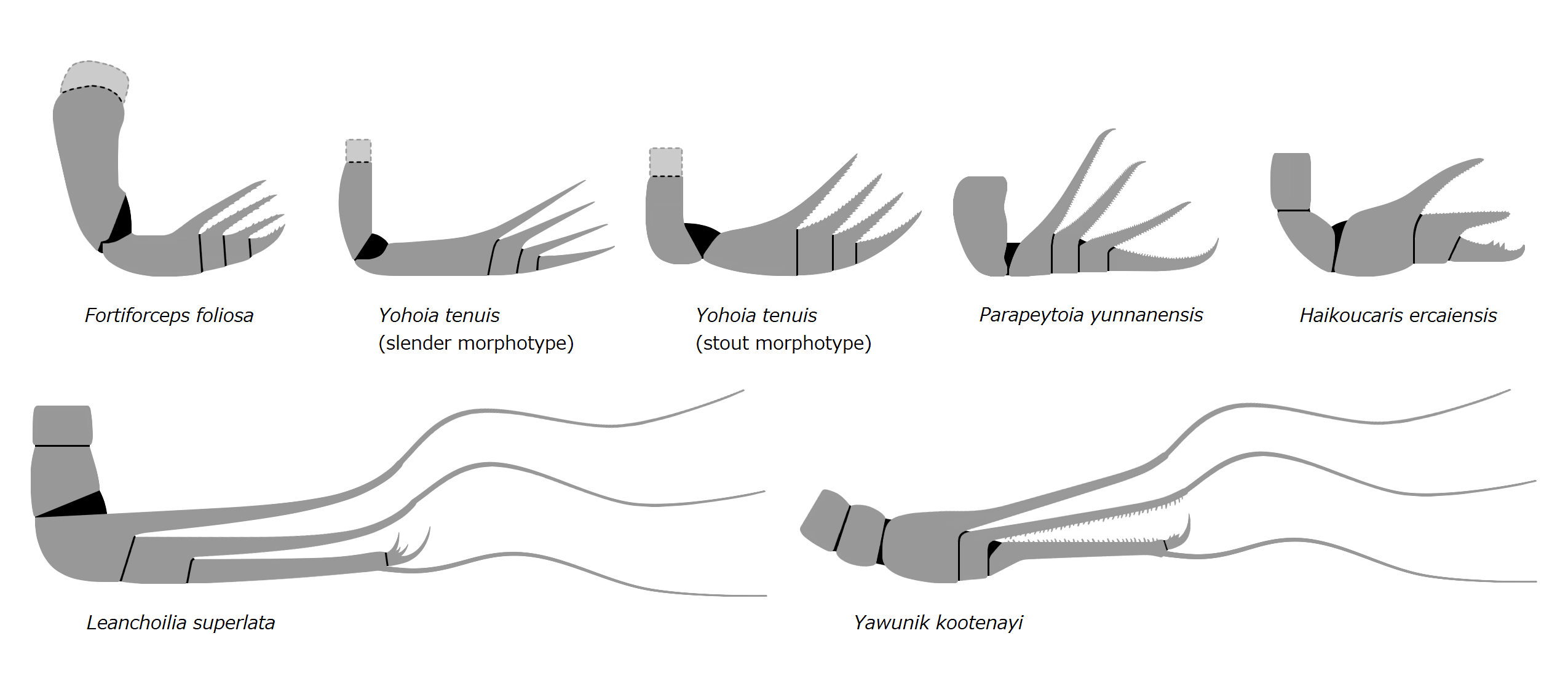
メガケイラ類のフォルティフォルケプス、ヨホイア（二形）、パラペイトイア、ハイコウカリス、レアンコイリア、およびヤウニクの大付属肢

大付属肢（great appendage）は、「大付属肢節足動物」（great appendage arthropod）と通称されるメガケイラ類（メガケイラ綱 Megacheira）の最大の特徴であり、頭部の前腹側、眼と上唇/ハイポストーマ（口の部分）の間に当たる部分から張り出した1対の付属肢（関節肢）である。手のような造形をしており、これは「大きな手」を意味するメガケイラ類の学名の由来ともされていた。なお、「広義の大付属肢」から区別し、そこに含まれたラディオドンタ類の前部付属肢に比べて短縮した形態をもつことにより、この大付属肢は「short-great appendage」（"短い大付属肢"、SGA、狭義の大付属肢 great appendage sensu stricto）とも呼ばれている。これに合わせて、メガケイラ類自体も「広義の大付属肢節足動物」から区別できるように「short-great appendage arthropod」と呼ばれてる場合がある。
大付属肢は5-6節の肢節を含め、前後で上腕のような1-2節の柄部（peduncle）と、手のひらのように集約した3-4節という2部に分化され、両者の間に当たる関節（elbow-joint）は肘のように上向きに屈曲できる。指のような爪は原則として先端3-4節の各肢節の内側に1本ずつあり、隣接したものと噛合わせて"多重の鋏"（multi-chela）的な構造をなしている。通常、これらの爪は一見では滑らかな縁をもつが、少なくとも一部の種類（パラペイトイア、ヤウニク、ヨホイア、ハイコウカリス、フォルティフォルケプス）は、そこに目立たない鋸歯をもつことが分かる。
メガケイラ類の大付属肢は種類によって形態がやや異なり、大まかに次の通りに列挙される。

### 典型的な大付属肢

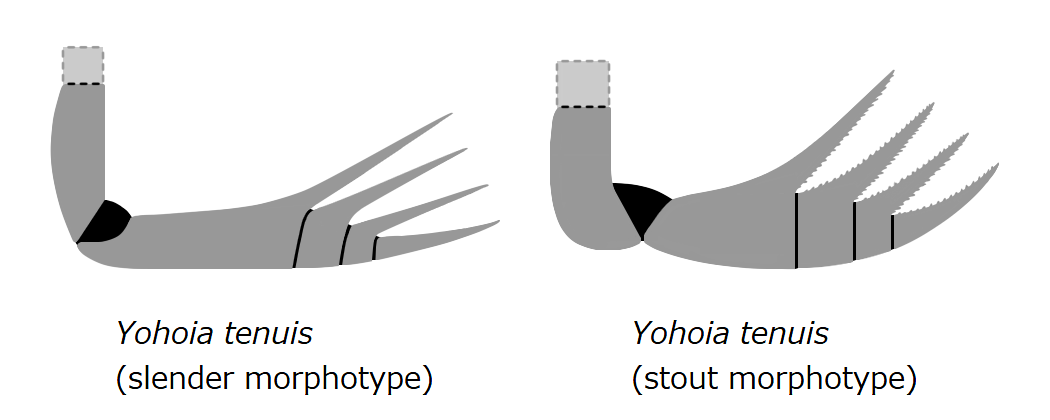
ヨホイアの大付属肢

ヨホイア、フォルティフォルケプス、パラペイトイアなどに見られる。この類の大付属肢は4本指の姿をしており、柄部は属によって細長いもの（ヨホイア、Sklerolibyon など）から頑丈なもの（フォルティフォルケプス、パラペイトイアなど）が見られる。一部の種類はその基部に短い肢節様の構造体が見られるが、これは文献によって短縮した肢節もしくは幅広い節間膜と解釈される。

### レアンコイリア科の大付属肢

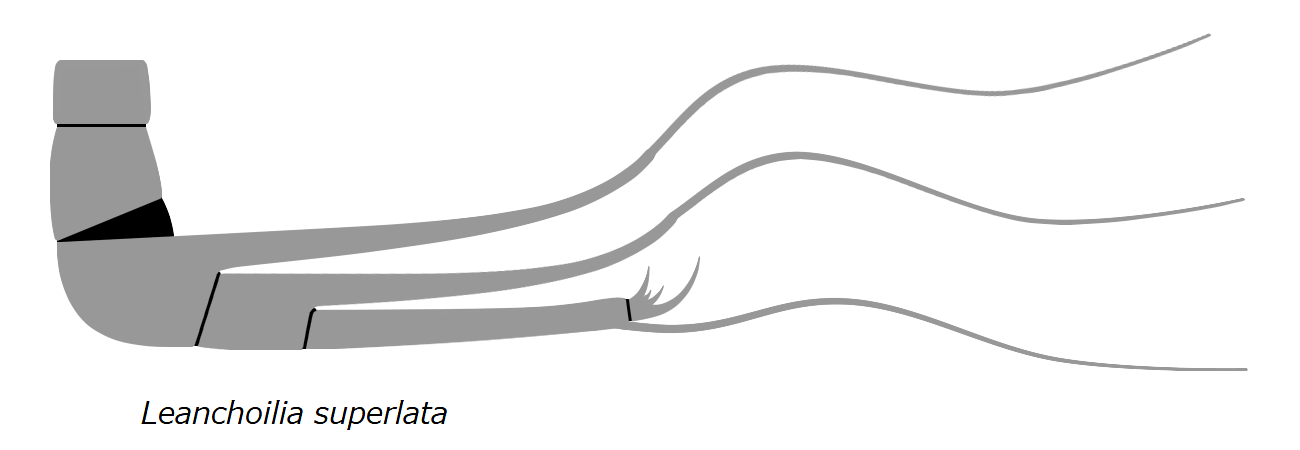
レアンコイリアの大付属肢

レアンコイリア、アラルコメネウス、ヤウニクなどを含んだレアンコイリア科（Leanchoiliidae）の大付属肢は3本指の姿をしており、細長い爪の先端から更に長い鞭毛（flagella）が生えている。最終の爪の先端には、鞭毛の連結部の内側に隣接した目立たない爪の複合体（claw complex）があり、これは退化的な最終肢節と考えられる。柄部は頑丈で、ほぼ同型の2節に分かれている。
更に範囲を広げると、レアンコイリア科と同じくレアンコイリア目（Leanchoiliida）に分類される Actaeus と Enalikter も似たような大付属肢をもつが、発見は不完全のため、肢節の構成、レアンコイリア科との相違点などの詳細ははっきりしない。

### ハイコウカリスの大付属肢

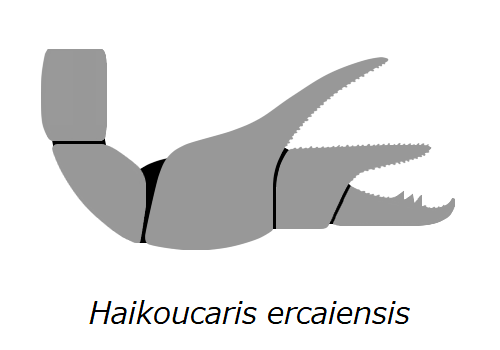
ハイコウカリスの大付属肢

ハイコウカリスの大付属肢は、前述の2種類の特徴を足して二で割ったような形態をもつ。レアンコイリア科のような3本指の姿をしているが、爪はむしろ典型的な大付属肢に似て、短くて鞭毛はない。柄部はレアンコイリア科のように、ほぼ同型の2節に分かれている。
メガケイラ類を基盤的な鋏角類とする系統仮説の中で、この大付属肢はかつて他の大付属肢と鋏角の中間型を表していると考えられた。しかし、これは2010年代以降の系統解析に支持される見解ではない。

## 機能

ヨホイアの大付属肢の動作予想

メガケイラ類は全般的に捕食者もしくは腐肉食者と考えられ、その大付属肢は餌を捕獲するのに用いられたと考えられる。肘のような関節と噛み合わせた爪で、広い可動域と物を掴む能力を発揮できたとされ、例えばヨホイアの大付属肢はシャコ類の捕脚のように、瞬発に突き出して獲物を捕らえたと推測される。レアンコイリア科の大付属肢は長い鞭毛をもつため、捕食だけでなく、感覚の役割も担っていたと考えられる。

## 由来、起源と進化

鋏角類の鋏角。これは大付属肢に相同だけでなく、それに類する付属肢から進化した可能性もあるとされる。

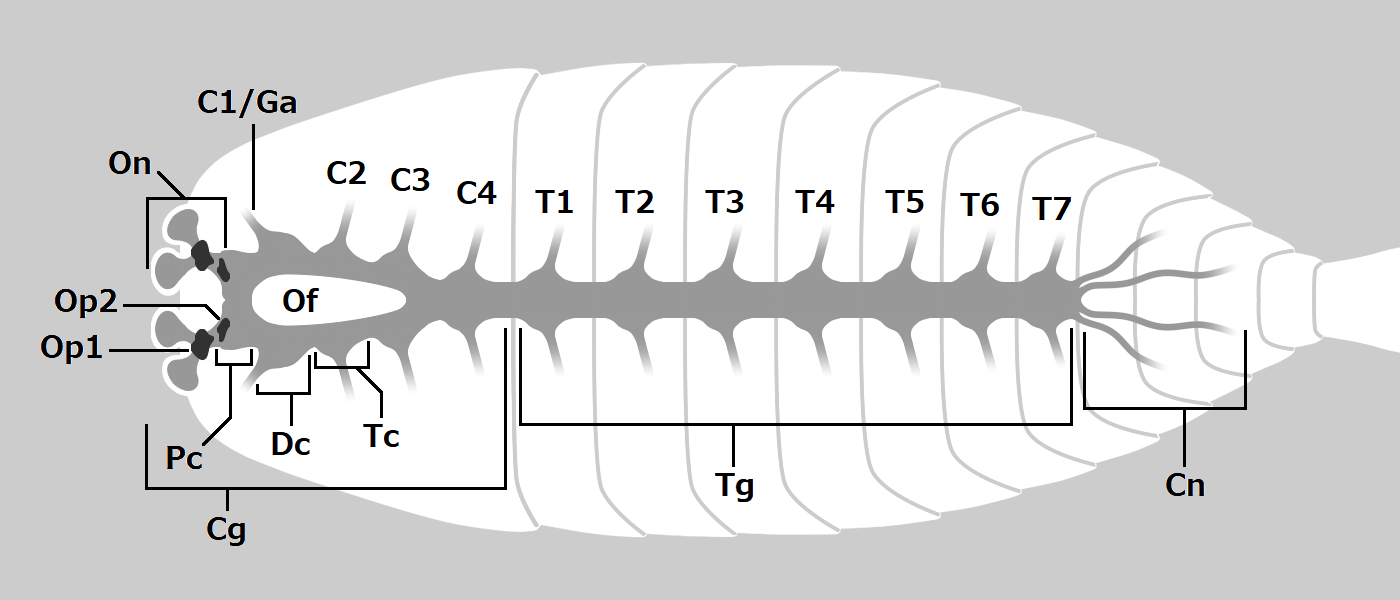
メガケイラ類のアラルコメネウスの中枢神経系。脳神経節のうち中大脳（Dc）は大付属肢の位置（C1/Ga）に対応していることが分かる。

かつて、メガケイラ類の大付属肢の由来は諸説（前大脳性/先節由来説・中大脳性/第1体節由来説・後大脳性/第2体節由来説）に分かれ、多くの議論がなされていた。しかし2010年代中期以降では、メガケイラ類の大付属肢は中大脳性で上唇/ハイポストーマの直前にあることが分かり、第1体節由来で、鋏角類の鋏角と他の節足動物の第1触角に相同であることが広く認められるようになった。
大付属肢の起源と進化は議論的で、中でもラディオドンタ類の前部付属肢や鋏角類の鋏角との関係性が特に注目される。もし大付属肢は基盤的な節足動物とされるラディオドンタ類の前部付属肢に相同であれば、大付属肢の捕獲用に適した性質（柄部と鋏に特化した肢節・内突起/爪に鋸歯があるなど）は、節足動物の最も近い共通祖先から受け継いでいた祖先形質かもしれない。更に、もしメガケイラ類は基盤的な鋏角類であれば、鋏角類の鋏角は、大付属肢に似た捕獲用の付属肢から進化可能性が高い。しかしこれらの仮説は、往々にして前部付属肢の由来（大付属肢と鋏角に非相同の可能性がある）とメガケイラ類の系統位置（鋏角類に類縁でない可能性がある）の不確実性に疑問を掛けられる。

## メガケイラ類以外の "大付属肢"
メガケイラ類以外の化石節足動物に由来するにもかかわらず、一部の文献に同じく "大付属肢" と呼ばれ、「広義の大付属肢」に含まれた捕獲用の頭部付属肢は次の通りに列挙される。これらの付属肢をもつものは、いわれる「広義の大付属肢節足動物」に含まれる分類群でもある。
- ラディオドンタ類の前部付属肢（frontal appendage）[3][4][5][39][16]
- イソキシスの前端の付属肢（frontalmost appendage）[6][7][16]
- オッカカリスとフォルフェクシカリスの捕獲用の付属肢[45][46][5][32]
- フーシェンフイア類の「specialized post-antennal appendage」（SPA）[47]
- ブランキオカリスの捕獲用の付属肢[47][16]
- Kiisortoqia の前端の付属肢[48][16]
- パリオスコーピオの捕獲用の付属肢[49]

これらの付属肢は上述の通り、一般では「大付属肢」以外の名称で呼ばれている。また、これらの付属肢は捕獲用という機能上の共通点以外に、必ずしも大付属肢に類似や相同とは限らない。大付属肢との類似性が多少見られ、相同の可能性があるもの（ラディオドンタ類、イソキシス、オッカカリス、フォルフェクシカリス、Kiisortoqia）があれば、大付属肢とは大きく異なった形態をとり、別起源の可能性が高いもの（フーシェンフイア類、ブランキオカリス）もある。これらの付属肢をもつ分類群も、ほとんどが一般にメガケイラ類とは別系統扱いである。そのため、「広義の大付属肢」と「広義の大付属肢節足動物」は、形態学・相同性・類縁関係のいずれも適切に反映されず、単に機能的類似のみに基づいた便宜上のカテゴリに過ぎない。
Ortega-Hernández et al. 2017 に統合される、当時においてこれらの付属肢の比較的に広く認められる対応関係は次の通り（「広義の大付属肢」に含まれる付属肢は太字、絶滅群は「†」で示される）。なお、その中で議論の余地があり、それ以降の研究と発見によって対応関係を覆されかねないものもある。
| 体節（脳神経節）分類群               | 先節（前大脳）      | 1（中大脳）  | 2（後大脳）      | 3    | ４      | 5            | 6       |
| ------------------------------------ | ------------------- | ------------ | ---------------- | ---- | ------- | ------------ | ------- |
| †ラディオドンタ類                    | 前部付属肢          | 鰭           | 鰭               | 鰭   | 鰭      | 鰭           | 鰭      |
| †イソキシス                          | ？                  | 前端の付属肢 | ？               | ？   | ？      | 脚           | 脚      |
| †オッカカリス、†フォルフェクシカリス | ？                  | 触角         | 捕獲用の付属肢   | 脚   | 脚      | 脚           | 脚      |
| †フーシェンフイア類                  | ハイポストーマ      | 触角         | SPA              | 脚   | 脚      | 脚           | 脚      |
| †ブランキオカリス                    | ？                  | 触角         | 捕獲用の付属肢   | ？   | ？      | ？           | ？      |
| †Kiisortoqia                         | ？                  | 前端の付属肢 | 脚               | 脚   | 脚      | 脚           | 脚      |
| †メガケイラ類                        | 上唇/ハイポストーマ | 大付属肢     | 脚               | 脚   | 脚      | 脚           | 脚      |
| 鋏角類                               | 上唇                | 鋏角         | 触肢             | 脚   | 脚      | 脚           | 脚      |
| †Artiopoda類（三葉虫、光楯類など）   | ハイポストーマ      | 触角         | 脚               | 脚   | 脚      | 脚           | 脚      |
| 大顎類（多足類、甲殻類、六脚類）     | 上唇                | 第1触角      | 第2触角/（退化） | 大顎 | 第1小顎 | 第2小顎/下唇 | 脚/顎脚 |

これらの付属肢の概説とその由来に対する解釈は、次の通りに挙げられる。

### ラディオドンタ類の前部付属肢

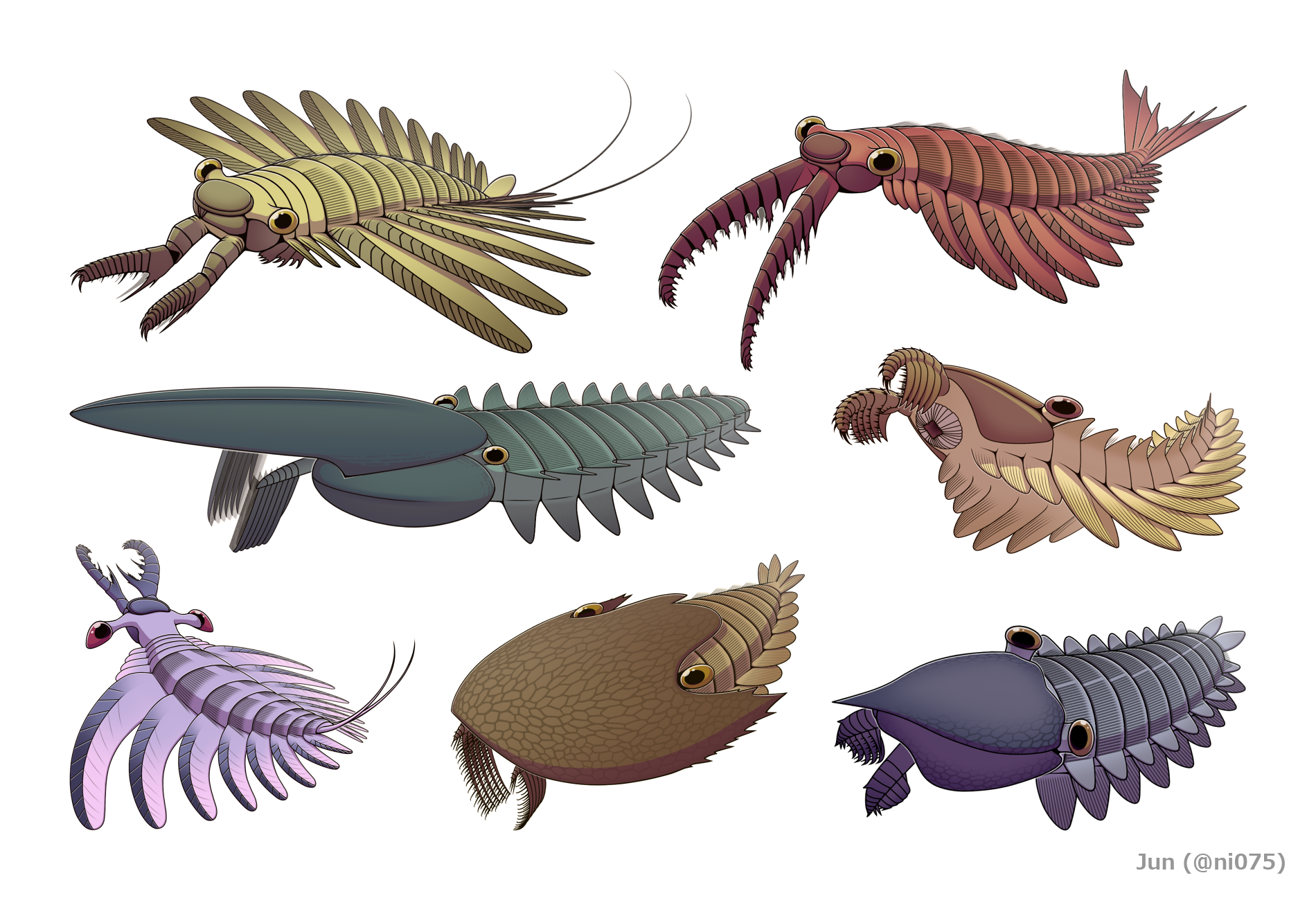
様々なラディオドンタ類（左上：アンプレクトベルア、右上：アノマロカリス、左中：エーギロカシス、右中：ペイトイア、左下：ライララパクス、中下：カンブロラスター、右下：フルディア）

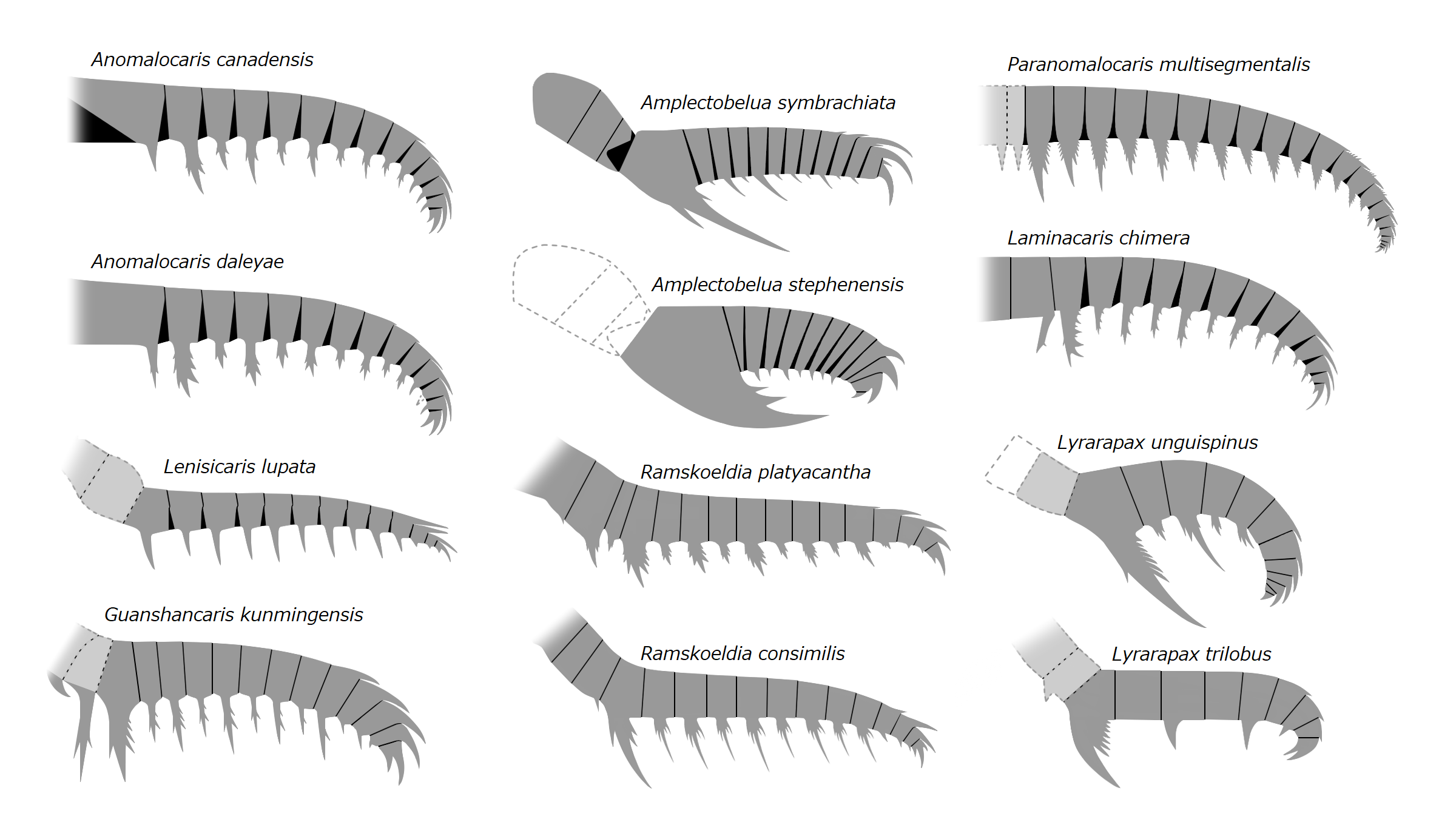
アノマロカリス科とアンプレクトベルア科のラディオドンタ類の前部付属肢
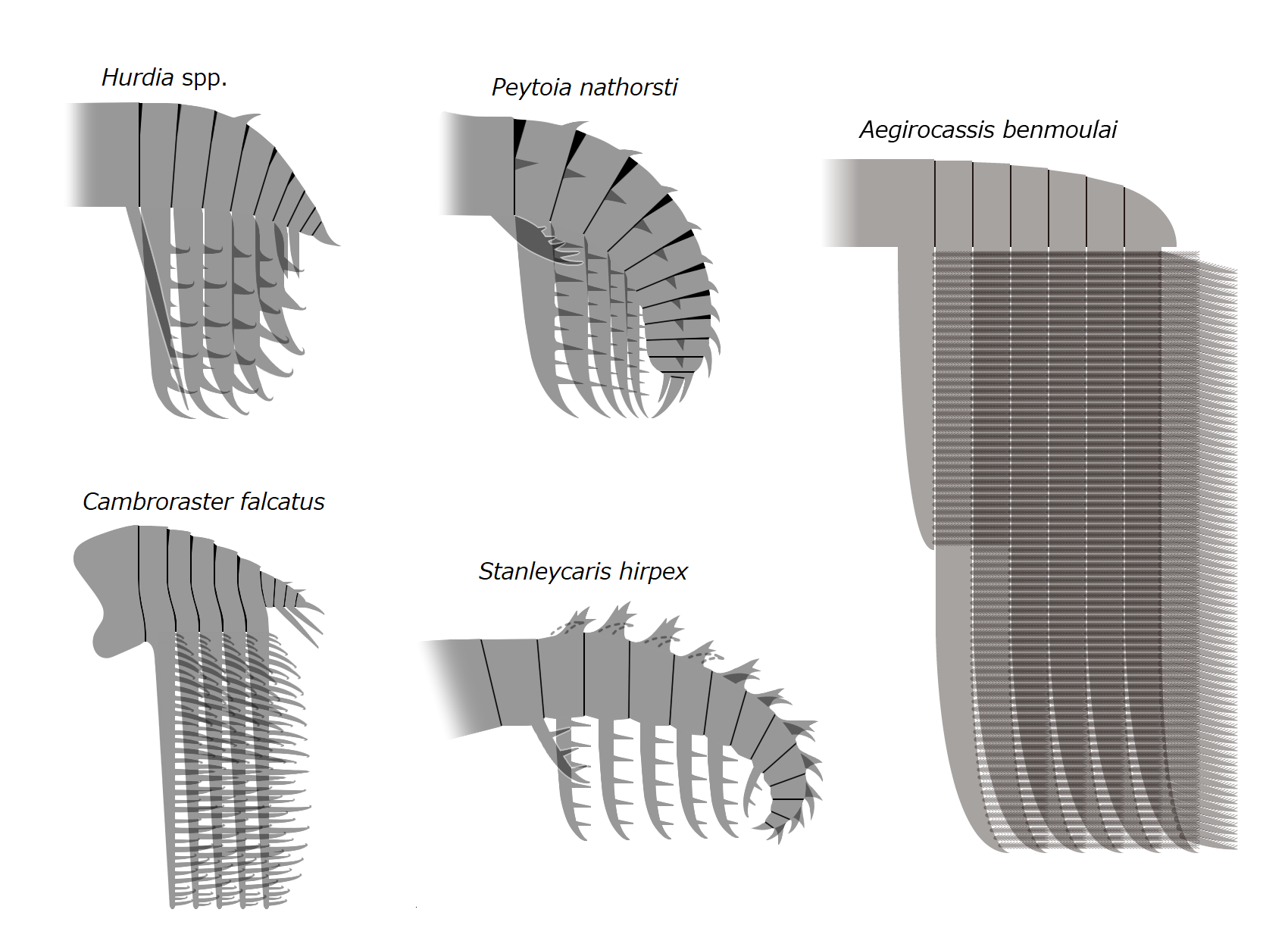
フルディア科のラディオドンタ類の前部付属肢

ラディオドンタ類（ラディオドンタ目/放射歯目 Radiodonta、旧称アノマロカリス類）の捕獲用の付属肢は前部付属肢（frontal appendage）といい、眼と口の前に配置され、基本として10節前後（最少7節、最多20節以上）の肢節に構成される。多くの場合は下向きに湾曲し、肢節ごとに1本もしくは1対の内突起（endite）が内側に配置される。その形態は捕食性に適した触手状と鋏状（アノマロカリス、アンプレクトベルアなど）から、堆積物から餌を篩い分けるのに適した熊手状（ペイトイア、フルディアなど）や、濾過摂食に適した櫛状（タミシオカリス、エーギロカシスなど）まで多岐にわたる。
Chen et al. 2004、Kühl et al. 2009、Haug et al. 2012 、Legg & Vannier 2013 と Lamsdell et al. 2013 に "大付属肢" と呼ばれていた。
この付属肢の由来は議論的で、主に前大脳性/先節由来と中大脳性/第1体節由来という2説に分かれている。ラディオドンタ類のライララパクスで見つかった脳神経節とされる痕跡により、2010年代中期以降の多くの文献は前大脳性説を支持している。一方、前述の神経解剖学的証拠の正確性に疑問をかけて、他の捕獲用の中大脳性付属肢（例えば大付属肢とキリンシアの前端の付属肢）との類似性に基づいて、中大脳性説、もしくは前大脳性でありながらも中大脳性付属肢に相同する説を支持する見解もある。

### イソキシスの前端の付属肢

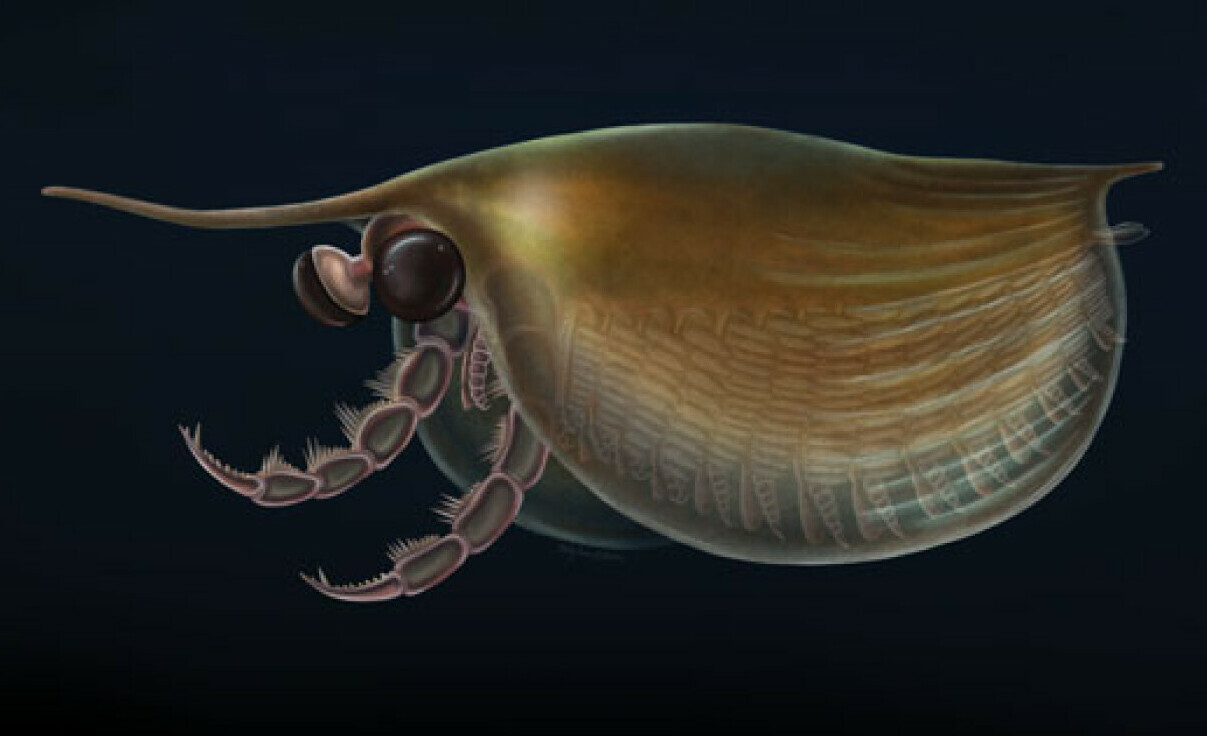
イソキシス（Isoxys curvirostratus）

イソキシス類（イソキシス目 Isoxyida、イソキシス科 Isoxyidae）に分類されるイソキシス（Isoxys）の前端の付属肢は、上向きに湾曲し、眼の直後に配置され、種によって大きく異なった形態をとる。大付属肢のようにやや頑丈な5-6節のみを含んだ種（I. acutangulus、I. curvirostratus）があれば、ラディオドンタ類の前部付属肢のように、細長く十数節に分かれた種（I. auritus）も知られている。
Vannier et al. 2009、Fu et al. 2011 、Legg & Vannier 2013 と Lamsdell et al. 2013 に "大付属肢" と呼ばれていた。
この付属肢の由来は議論的で、それを明らかにする脳神経節と上唇/ハイポストーマの構造は未だに不明である。これは文献によって前大脳性/先節由来もしくは中大脳性/第1体節由来と推測される。

### オッカカリスとフォルフェクシカリスの捕獲用の付属肢
オッカカリス（Occacaris）とフォルフェクシカリス（Forfexicaris）の捕獲用の付属肢は、上向きに湾曲し、眼より後ろに配置される。前後の肢節が柄部と爪のある先端数節に分化し、全体的にメガケイラ類の大付属肢によく似ているが、爪のある部分が5節で対になる爪をもつ（オッカカリス）、もしくは柄部が5節に分かれる（フォルフェクシカリス）という、大付属肢に見当たらない特徴がある。
Hou 1999、Vannier et al. 2006、Haug et al. 2012 と Hou et al. 2017 に "大付属肢" と呼ばれていた。
この付属肢の由来は議論的で、それを明らかにする脳神経節と上唇/ハイポストーマの構造は未だに不明である。これは文献によって前大脳性/先節由来、中大脳性/第1体節由来、もしくは後大脳性/第2体節由来と推測され、主に触角をもつ解釈の正確性によって解釈が変わる。もし（中大脳性/第1体節由来の）触角があった場合、その直後にある捕獲用の付属肢は後大脳性/第2体節由来の可能性が大きい。しかし該当化石において触角と解釈された部分は、単に解離した脚の見間違いという可能性もある。

### フーシェンフイア類のSPA

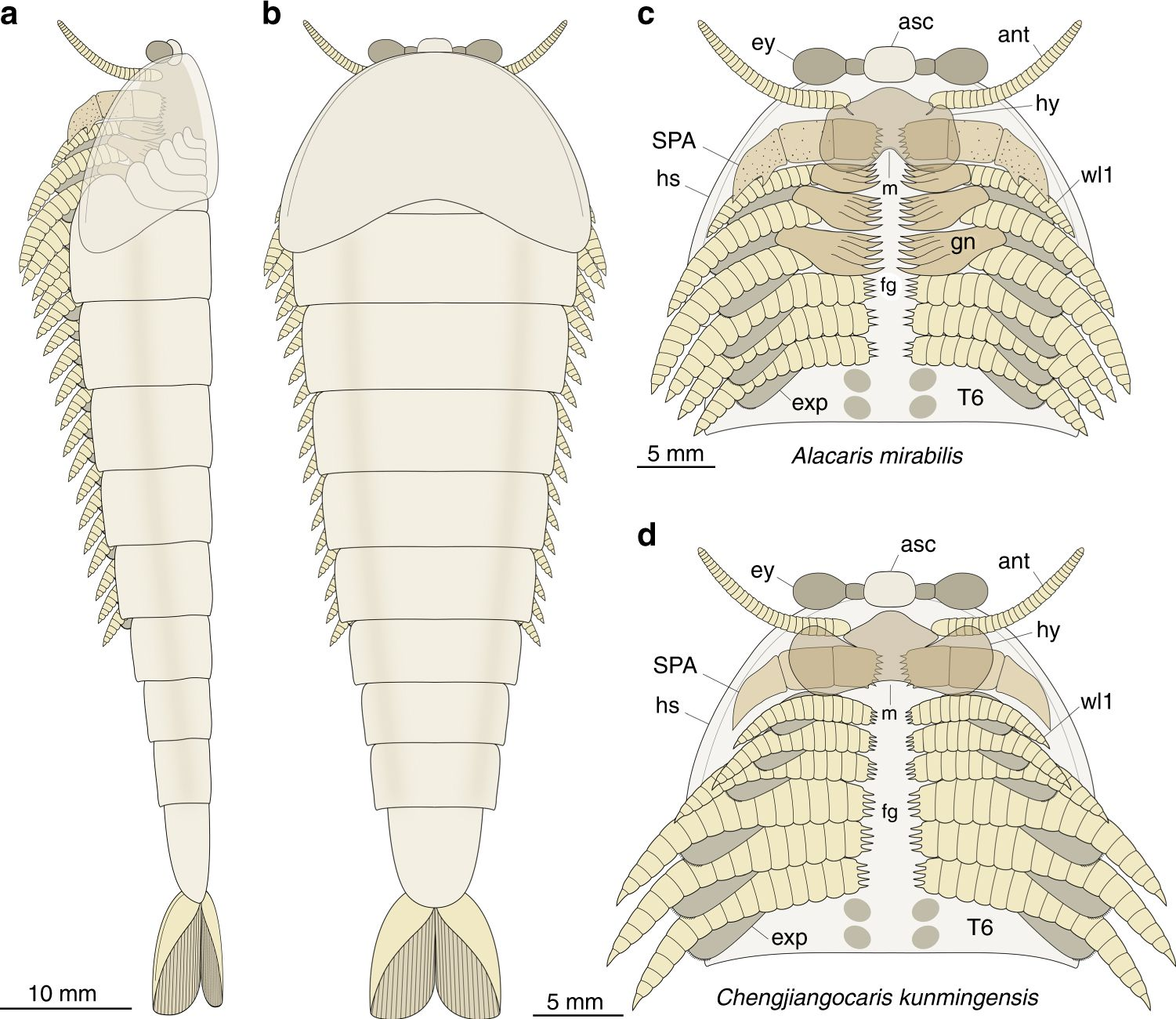
フーシェンフイア類の アラカリス（c）とチェンジャンゴカリス（d）の頭部の腹面構造（ant：触角、hs：背甲、hy：ハイポストーマ、SPA：specialized post-antennal appendage）

フーシェンフイア類（フーシェンフイア目 Fuxianhuiida）の捕獲用の付属肢は「specialized post-antennal appendage」といい、一般に「SPA」と略称され、触角の直後と口の左右に配置される。後ろ向きに湾曲した頑丈な爪に似た形で、背甲の下に覆われて目立たない。可動域は低く、3節のみによって構成され、そのうちハイポストーマに覆われる基部の肢節は内側に顎基（gnathobase）が生えている。
Budd 2008 に "大付属肢" と呼ばれていた。
この付属肢の由来は議論的で、消化管の枝と誤解釈される経緯もあった。フーシェンフイア類自体の脳神経節の構造が判明したものの、SPAとの対応関係がはっきりせず、文献によって解釈が変わる。その中で、ハイポストーマの直前より後ろの位置にあるため、少なくとも前大脳性/先節由来説と中大脳性/第1体節由来説は否定的で、後大脳性/第2体節由来説は比較的に広く認められる。なお、SPAと大顎の類似性に基づいて、第3体節由来説を提唱する文献もある。

### ブランキオカリスの捕獲用の付属肢

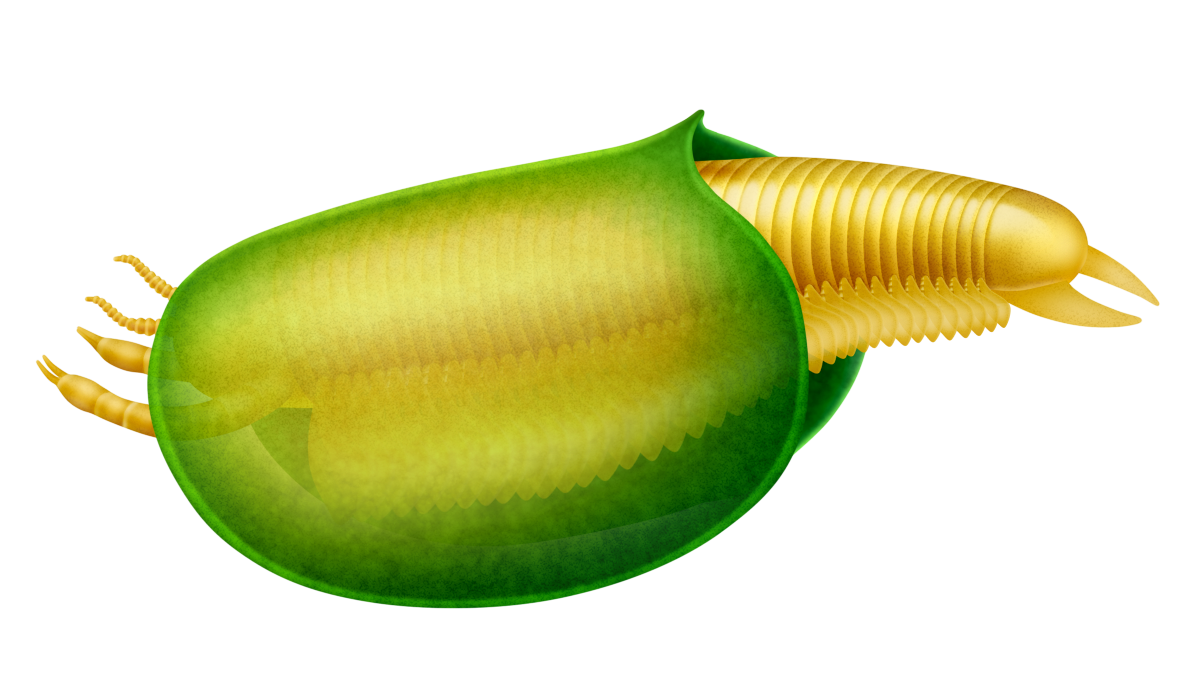
ブランキオカリス

Hymenocarina類に分類されるブランキオカリス（Branchiocaris）の捕獲用の付属肢は、触角より後ろに配置され、前向きに張り出している。詳細の構造ははっきりしないが、短くて頑丈な爪に似た形で、6節もしくは7節に構成される。
Budd 2008 と Lamsdell et al. 2013 に "大付属肢" と呼ばれていた。
この付属肢の由来は議論的で、それを明らかにする脳神経節の構造は未だに不明である。これは文献によって前大脳性/先節由来、中大脳性/第1体節由来、もしくは後大脳性/第2体節由来と推測されてきた。しかし Aria & Caron 2017a 以降では、上唇と大顎より後ろにあることと、同じくHymenocarina類である Tokummia の（第6体節由来とされる）捕獲用の付属肢に似ることが判明し、第6体節由来であることが示唆される。

### Kiisortoqiaの前端の付属肢
Kiisortoqia の前端の付属肢は、細長く、頭部の前腹側から前向きに張り出している。16節に分かれ、ほぼ全ての肢節の内側に1対の棘があり、全体の造形はラディオドンタ類の前部付属肢によく似ている。ただし触角様の華奢な肢節と剛毛様の細い棘は、全体的に頑丈な構造をもつ前部付属肢とは異なる。

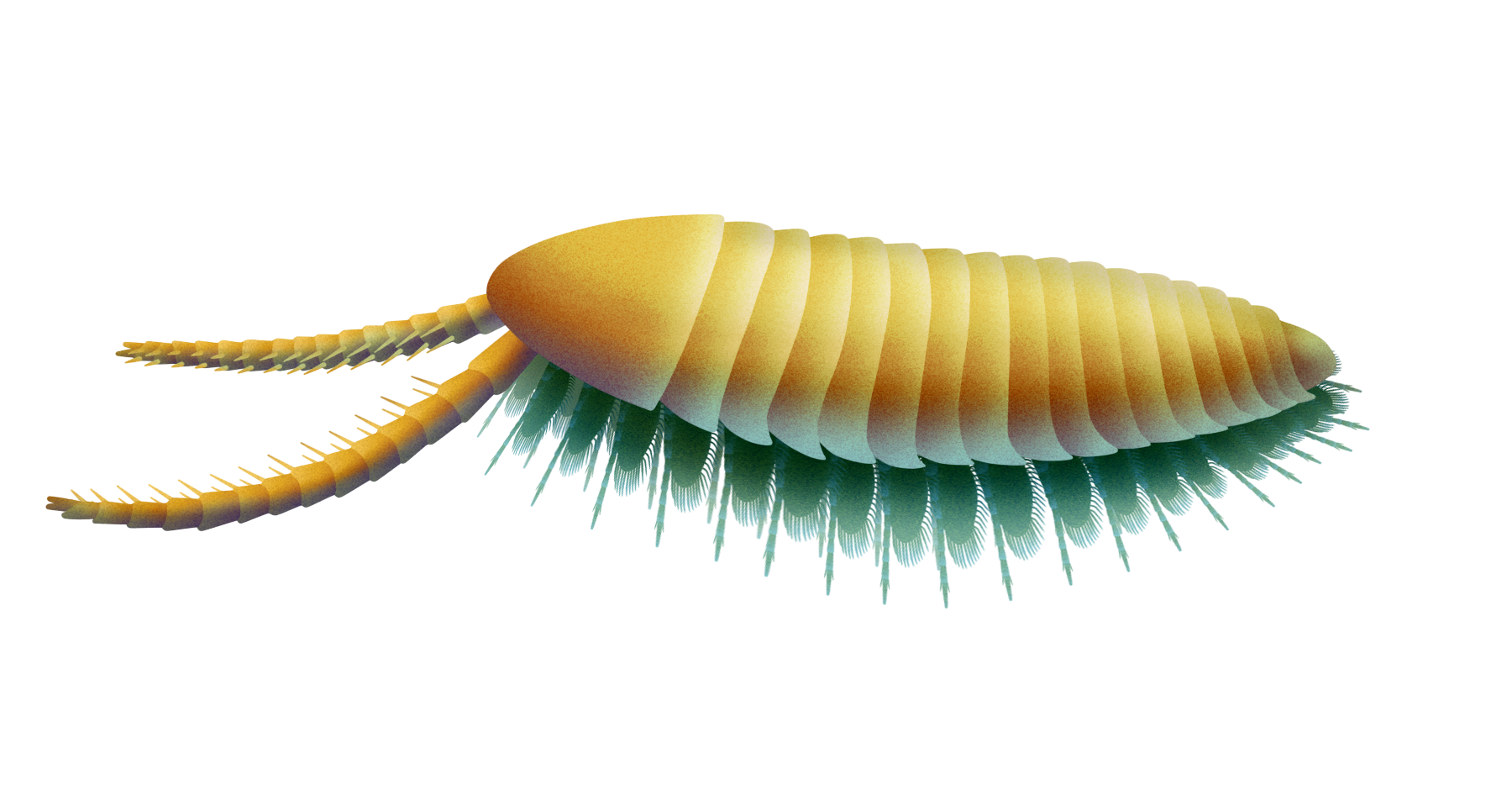

Stein 2010 と Lamsdell et al. 2013 に "大付属肢" と呼ばれていた。
この付属肢の由来を明らかにする脳神経節と上唇/ハイポストーマの構造は未だに不明だが、中大脳性/第1体節由来と推測される。

## 経緯

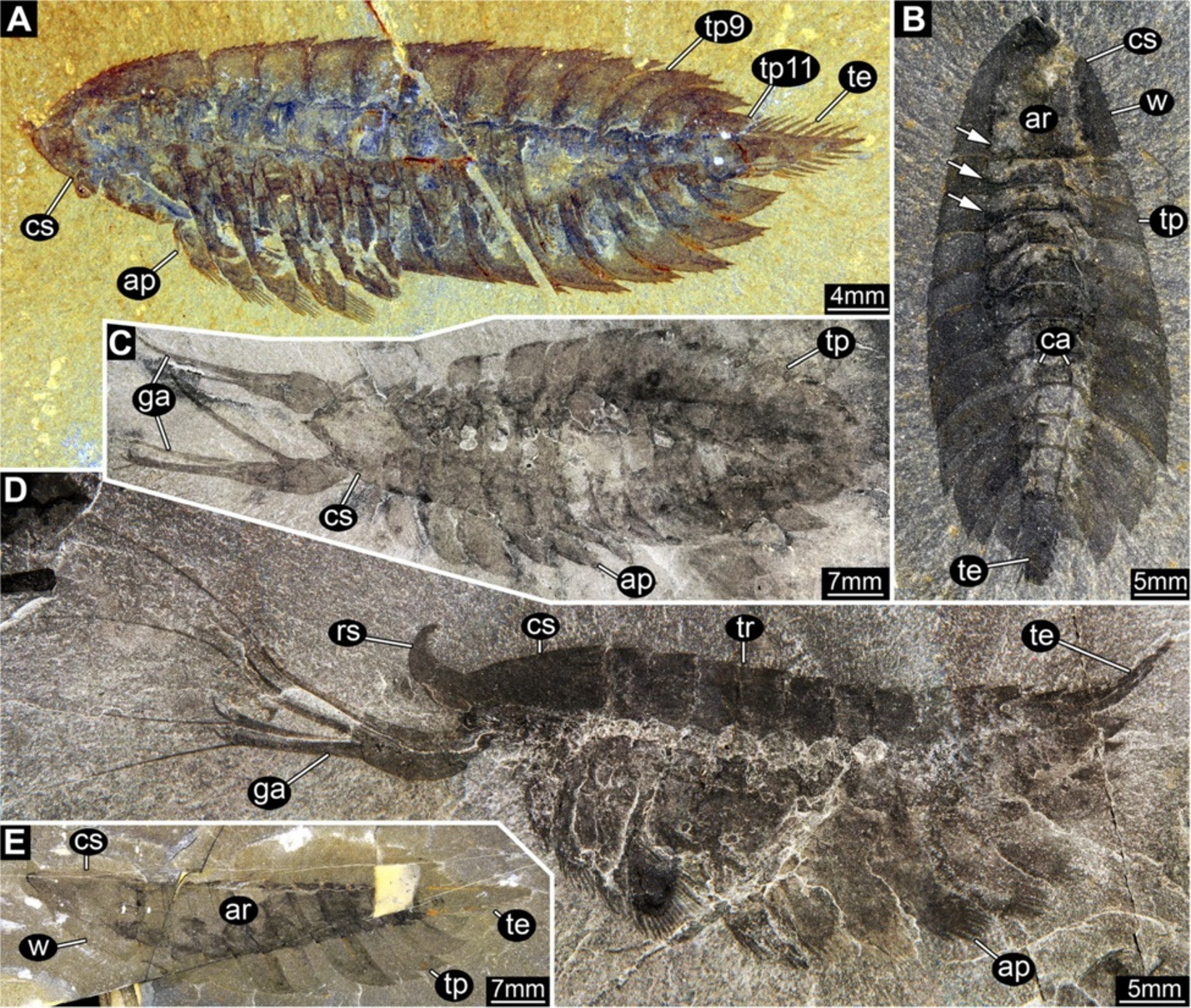
レアンコイリアの化石

「Great appendage」（大付属肢）という名称は Raymond 1935 で最初に使われ、当時はレアンコイリアの捕獲用の付属肢を指すのに用いられた。後に研究が進み、90年代ではレアンコイリアだけでなく、アラルコメネウス、ヨホイアなどもそれに類する「大付属肢」をもつことが判明した。Bergström 1992 では、これらの化石節足動物は1つの分類群として統合できるものとされ、暫定的に「great appendage arthropod」（大付属肢節足動物）と総称された。この「大付属肢節足動物」は、やがて Hou & Bergström 1997 により正式の分類群「Megacheira」と命名されるようになった。これが狭義の、そして21世紀以降においても最も一般的な「大付属肢」（=メガケイラ類の捕獲用の付属肢のみ）と「大付属肢節足動物」（=メガケイラ類のみ）の用法である。
しかし2000年代から2010年代前期にかけて、「大付属肢」という呼称は一部の文献で広義に使われ、例えば Chen et al. 2004 ではラディオドンタ類の前部付属肢、Vannier et al. 2009 ではイソキシスの前端の付属肢、Budd 2008 ではフーシェンフイア類とブランキオカリスの捕獲用の付属肢まで "大付属肢" と呼ばれ、それをもつ節足動物もメガケイラ類と共に "大付属肢節足動物" と総称された。しかしこの「広義の大付属肢」と「広義の大付属肢節足動物」は、形態学上の共通点・発生学上の相同性・分類学上の類縁関係のいずれも適切に反映せず、単に捕獲用という機能上の類似のみに基づいた便宜的なカテゴリに過ぎない（前述参照）。そのため、21世紀以降においても「大付属肢」と「大付属肢節足動物」をメガケイラ類のみに採用するのが主流であり、広義の用法は実用性が低く、特に2010年代後期の文献記載ではほぼ採用されていない。